# Відокремлений транснептуновий об'єкт

Об'єкти розсіяного диска (сірі) і відокремлені об'єкти (білі).

Відокремлені транснептунові об'єкти (англ. detached objects) — клас об'єктів Сонячної системи, розташованих далеко за орбітою Нептуна. Перигелій цих об'єктів розташований на значній відстані від Нептуна, тому вони не зазнають його гравітаційного впливу. Завдяки цьому вони, по суті, відокремлені від впливу планет Сонячної системи.
Цим вони суттєво відрізняються від більшості відомих транснептунових об'єктів (ТНО), орбіти яких зазнають гравітаційних збурень унаслідок взаємодії з газовими гігантами, передусім із Нептуном. Відокремлені об'єкти в перигелії перебувають на великій відстані від масивних газових планет, на відміну від інших груп ТНО, зокрема об'єктів, які перебувають в орбітальному резонансі з Нептуном, як-от Плутон, класичних об'єктів поясу Койпера, які не перебувають у резонансі, як-от Макемаке, та об'єктів розсіяного диска на кшталт Ериди.
Відокремлені об'єкти вважаються об'єктами розширеного розсіяного диска (англ. extended scattered disc objects, E-SDO), далекими відокремленими об'єктами (англ. distant detached objects, DDO) або продовженням розсіяного диска за формальною класифікацією Глибокого огляду екліптики. Це відбиває динамічні градації, які можуть існувати між орбітальними параметрами об'єктів розсіяного диска й відокремленими об'єктами.
Щонайменше дев'ять таких об'єктів було надійно ідентифіковано. З них найвідомішою є, імовірно, Седна.

## Орбіти
Відокремлені об'єкти, як правило, мають далекі орбіти з великим ексцентриситетом та великими півосями — до кількох сотень астрономічних одиниць (а. о., радіус земної орбіти). Такі орбіти не можуть бути результатом гравітаційного розсіювання газовими гігантами (зокрема, Нептуном). Для пояснення цього феномена було висунуто низку пояснень, зокрема: взаємодія із зорею, що пройшла неподалік Сонця, і вплив далекої великої планети. Класифікація, запропонована групою Глибокого огляду екліптики, вводить формальні відмінності між близькими об'єктами розсіяного диска (які могли бути розсіяні Нептуном) і його віддаленими об'єктами (наприклад, Седною) на основі значення Тіссеранового параметра, починаючи з 3.

## Класифікація
Відокремлені об'єкти є одним із п'яти класів ТНО (інші три класи: класичні об'єкти поясу Койпера, резонансні об'єкти, об'єкти розсіяного диска та седноїди). У відокремлених об'єктів перигелій, як правило, перебуває на відстані понад 40 а. о., що перешкоджає сильним взаємодіям із Нептуном, який має практично кругову орбіту радіусом в 30 а. о. Утім, чіткої межі між об'єктами розсіяного диска й відокремленими об'єктами немає, адже транснептунові об'єкти можуть існувати у проміжній області з перигелієм на відстані між 37 і 40 а. о. Один із таких проміжних об'єктів із добре відомою орбітою — (120132) 2003 FY128.
Відкриття Седни, а також кількох інших тіл, а саме (148209) 2000 CR105 і 2004 XR190 (також відомого під назвою «Баффі»), змусили почати обговорення категоризації віддалених об'єктів, які можуть бути частиною внутрішньої хмари Оорта або (що ймовірніше) перехідними об'єктами між розсіяним диском і внутрішньою частиною хмари Оорта.
Хоча Седна формально вважається об'єктом розсіяного диска, її першовідкривач Майкл Браун припустив, що оскільки її перигелій — 76 а. о. — перебуває надто далеко від гравітаційного впливу Нептуна, її слід вважати об'єктом внутрішньої хмари Оорта, а не частиною розсіяного диска. Ця класифікація Седни як окремого об'єкта ухвалюється в останніх публікаціях.
Отже, передбачається, що відсутність значної гравітаційної взаємодії із зовнішніми планетами створює розширену зовнішню групу, що починається десь між Седною (перигелій 76 а. о.) і традиційними об'єктами розсіяного диска, такими як Ерида (перигелій 37 а. о.). Глибоким оглядом екліптики Ерида визначена як об'єкт розсіяного диска.
Одна з проблем, пов'язаних із цією розширеною категорією, полягає в можливому існуванні слабких резонансів. Їх наявність або відсутність складно довести внаслідок хаотичних планетарних збурень і малу точність визначених орбіт цих далеких об'єктів. Ці об'єкти мають орбітальні періоди понад 300 років. За кілька років спостережень більшість із них спостерігалися лише протягом короткої дуги. Через велику відстань до них і повільний рух на тлі зір мають минути десятиліття, перш ніж можна буде досить точно визначити параметри їх орбіт і з упевненістю підтвердити (або виключити) наявність резонансів. Подальше вивчення орбіт та потенційних резонансів цих об'єктів допоможе краще зрозуміти рух планет-гігантів і еволюцію Сонячної системи. Наприклад, методи Ємельяненко й Кисельова у 2007 році свідчать, що багато віддалених об'єктів можуть перебувати в резонансі з Нептуном. Вони показують наявність 10%-вої імовірності того, що 2000 CR105 перебуває в резонансі 1:20, 38%-ву — що 2003 QK91 перебуває в резонансі 3:10, і 84%-ву імовірність того, що (82075) 2000 YW34 перебуває в резонансі 3:8 із Нептуном. Кандидат у карликові планети (145480) 2005 TB190, судячи з усього, має менше 1 % імовірності резонансу 1:4.
У липні 2025 року, згідно з публікацією в журналі Space, вчені знайшли унікальне космічне тіло, яке ніби танцює у ритмі з Нептуном на самому краю Сонячної системи. Транснептуновий об'єкт, який отримав назву 2020 VN40, розташований далеко за орбітою Нептуна та обертається навколо Сонця у дивовижній синхронності з планетою. Він перебуває в 140 разів далі від Сонця, ніж Земля, а один його рік триває приблизно 1648 земних років.